# 길 잃은 바이킹
길 잃은 바이킹(영어: The Lost Vikings)은 1992년에 실리콘 & 시냅스(현 블리자드)에서 제작한 게임으로, 퍼즐의 형식을 취하고 있는 플랫폼 게임이다. 능력이 다른 3명의 바이킹 전사들을 컨트롤하여 모두 살려서 관문을 통과하는 것이 목적이다.

## 시놉시스
북유럽의 어느 마을의 3명의 바이킹 전사가 살고 있었다. 그들은 사냥을 하면서 가족들과 함께 행복한 삶을 꾸려 나가고 있었다. 그러던 어느 날 우주의 악당들이 거대 전함을 이끌고 바이킹 전사들을 납치한다. 그렇게 해서 집으로 돌아가기 위한 바이킹 전사들의 모험은 시작된다.

## 주인공

### 에릭 (Erik)
3명의 전사 중 유일하게 직접 점프할 수 있는 능력을 가졌다. 또 하나의 특수능력으로는 질주가 있다. 질주를 이용하여 ‘박치기’라는 기술을 쓸 수 있는데, 박치기를 하게 되면 적에게 데미지를 주거나 약한 벽을 부술 수 있다.
잘 활용하면 게임이 수월해진다. 스피드도 매우 좋아 주력형으로 많이 쓰인다.

### 벨로그(Baleog)
공격용 캐릭터이다. 칼과 활로 무장을 하고 있다. 점프 능력이 없어 가장 이동하는데 제약이 많이 따른다.

### 올라프 (Olaf)
방어용 캐릭터이다. 방패를 이용하여 적의 공격을 방어한다. 방패는 두 방향(앞, 위)으로 놓을 수 있는데, 위로 놓을 경우 느린 속도로 낙하하게 된다. 방패로는 가벼운 트랩공격이나 모든 적의 공격을 막을 수 있다.

### 참고
- 벨로그와 올라프도 점프를 할 수는 있다. 직접 점프는 불가능하고, 용수철이나 널뛰기를 이용해야 한다.
- 높은 곳에서 떨어지면 1 포인트의 체력 감소가 발생한다. 다만, 아래의 경우는 제외된다.
  - 떨어질 때 용수철을 밟은 경우
  - 올라프가 방패를 이용해 느리게 낙하한 경우
  - 다른 세계로 차원 이동을 했을 때 그 첫 스테이지에서 낙하

### 공통점
모두 3 포인트의 체력을 가지고 있다. 또한 월드 오브 워크래프트에 카메오 출연한다. 또한 히어로즈 오브 더 스톰에 정식 영웅으로 채택하였다

### 키 조작
기반마다 차이가 있다.
- 상하좌우: 이동, 엘리베이터 조작
- 일반 버튼: 특수능력의 사용, NPC와의 대화, 스위치 작동, 아이템 사용 등
- Pause: 기권, 아이템 교환 등
- 버튼 조합: 캐릭터 간 이동 (기종에 따라서는 단독인 경우도 있다.)

### 화면
화면은 두 부분으로 나뉜다.
- 맨 윗 부분은 캐릭터의 상태를 표시하는 부분이다. 기종에 따라서는 맨 아래인 경우도 있다.
- 나머지 부분은 플레이하는 부분이다.

## 아이템
다음과 같은 것들이 있다.
|  | 보강 아이템 |
|  | 사과: 체력을 1 포인트 보충한다. |
|  | 고기: 체력을 1 포인트 보충한다. |
|  | 큰 고기: 체력을 2 포인트 보충한다. |
|  | 방패: 추가 체력 1 포인트가 생긴다. |
|  | 신발: 에릭에게 사용하는 아이템으로, 전함 내부에서 반 중력 벨트를 지나가도 몸이 떠 오르지 않는다. 같은 스테이지 안에서 효력이 영구적으로 지속된다. |

|  | 공격 아이템 |
|  | 폭탄: 얼마 후에 터지며 터진 주위의 적을 죽이거나 벽돌을 부순다. 주의할 점은, 피하지 않으면 자신도 죽게 된다는 점이다.                      |
|  | 화면 폭탄: 사용 즉시 화면이 번쩍이며 같은 화면 안의 모든 적을 죽인다.                                                                      |
|  | 불화살: 발로그에게 사용하는 아이템으로, 화살이 불화살로 변해서 적을 한 번에 죽일 수 있다. 같은 스테이지 안에서 효력이 영구적으로 지속된다. |

|  | 열쇠 아이템 |
|  | 참고: 열쇠 아이템은 버릴 수 없다.                                                                                         |
|  | 열쇠: 막혀 있는 곳을 뚫을 때 쓴다. 색깔은 빨강, 파랑, 노랑의 3가지가 있으며, 같은 색깔의 열쇠구멍에 넣는 식으로 사용한다. |
|  | 부품: 공장에서만 존재하는 아이템으로, 열쇠와 비슷한 역할을 한다. 사용법도 역시 열쇠와 비슷하다.                           |

참고: 아이템은 다음 스테이지로 넘어가면 사라진다.

## 스테이지
모두 37개가 있으며 다음과 같다.
|  | |
|  | 1~4 : 우주 전함 : 기본 스테이지로 약간의 적과 미세한 방해물이 등장한다.                                      |
|  | 5~11 : 원시시대 : 스테이지가 길고, 이전보다 강한 적들과 함정, 방해물 등이 많이 등장한다.                     |
|  | 12~17 : 이집트 : 미로와 같은 스테이지로 스위치 맞추기도 존재하는 스테이지다.                                 |
|  | 18~25 : 공장 : 세 캐릭터의 호흡이 많이 필요한 난이도 높은 스테이지이다.                                      |
|  | 26~33 : 미지 세계 : 적절한 지형지물 활용과 캐릭터의 호흡이 중요한 매우 어려운 스테이지이다.                  |
|  | 34~37 : 우주 전함 : 이전보다 훨씬 더 어려워 졌으며, 지금까지 등장한 모든 조건을 다 갖춘 마지막 스테이지이다. |

다른 종류의 스테이지로 이동할 때는 ‘차원 이동’이라는 독특한 과정을 거친다. 그 종류의 마지막 스테이지 출구는 EXIT라고 적힌 것이 아니라 무슨 블랙홀 같은 문이 있다. 그 곳에 3명의 주인공이 모두 도착하게 되면 스테이지로 이동하기 전에 셋 다 블랙홀 같은 곳으로 빨려 들어가는 장면이 나온다. 그리고 그 다음 스테이지는 높은 곳에서 떨어지는 것으로 시작하게 된다.

### 지형 지물
각 스테이지에는 모두 특색 있는 지형과 지물이 있다. 플레이어의 진행을 돕는 지물이 있어 이용하여 다양한 전략들을 구사할 수 있고, 또 반면에 플레이어를 위협하는 지물도 있다. 다음과 같다.
|  | 일반 지물 |
|  | 움직이는 돌: 밀어서 옮길 수 있거나 공중에서 오르락내리락하거나 아니면 내려온다. 이 밑에 있으면 압사하게 되나 잘 이용하면 클리어가 수월해진다. 이들 중 작은 것은 올라프의 방패를 위로 올림으로써 막을 수 있다. |
|  | 문: 본래는 닫혀 있지만 열쇠 아이템을 사용하거나 스위치를 켜면 열 수 있다. 우주 전함 지역에서는 그냥 열리는 문도 있다.                                                                                         |
|  | 다리: 열쇠 아이템을 사용하거나 스위치를 켜서 끊어진 곳을 잇는다. |
|  | 반중력 벨트: 안에 들어가게 되면 주인공이 뜨게 된다. |
|  | 계기판: 부수면 화면이 붉어지면서 스위치 효과가 발동한다. |

|  | 보조 지물 |
|  | 사다리: 주인공이 오르락 내리락 할 수 있다. 어떤 스테이지에서는 기둥이 사다리의 역할을 하는 곳도 있다. |
|  | 스위치: 막힌 길을 뚫기 위한 것이다. 직접 누르거나 활로 쏘아서 누르는 방법이 있으며, 3가지 종류가 있다. |
|  | \| \| 스위치의 종류 \| \| \| 손잡이형: ON/OFF를 서로 바꿀 수 있는 스위치이다. 어떤 곳은 둘 이상 묶여 있는 곳도 있다. \| \| \| 버튼형: 한 번 누르기만 하면 되는 스위치이다. 누르면 그 효력은 영구히 지속된다.[2] \| \| \| 과녁형: 버튼형과 같지만, 직접 누를 수 없고 화살로 눌러야 한다는 점이 다르다. \| |
|  | 열쇠 구멍: 열쇠 아이템을 사용하기 위한 것이다. |
|  | 부유 플랫폼: 떠다니면서 주인공의 진행을 돕는다. 앞에서 말한 움직이는 돌과는 달리 압사하지 않는다. |
|  | 엘리베이터: 다른 층으로 이동이 가능하게 한다. 상하 키로 조작할 수 있다. |
|  | 텔레포터: 어느 특정한 곳으로 순간이동한다. |
|  | 큰 스위치: 돌을 밀어서 켜는 스위치이다. |
|  | 용수철: 닿으면 주인공이 위로 튕겨서 점프한 효과를 낸다. |
|  | 널뛰기: 내려간 쪽에 주인공이 서고 그 반대쪽의 올라간 쪽을 다른 주인공이 밟으면 널뛰기를 하는 것처럼 튕겨 올라간다. |
|  | 자석: 쇳덩이를 옮기는 역할을 한다. 올라프의 방패 또한 자석의 영향을 받는다. |
|  | 공장 플랫폼: 컨트롤을 통해 좌우로 움직이는 플랫폼이다. |
|  | 크레인: 위의 자석과 공장 플랫폼을 컨트롤하는 데 필요한 것이다. |
|  | 제조기계: 공장 스테이지에 있는 것으로, 부품 아이템을 사용하거나 쇳덩이를 사용하면 기계가 작동하면서 아이템이 나오거나 관문이 열린다. |
|  | 에어펌프 : 미지 세계 스테이지에 등장하는 지물로 풍선에 바람 넣듯 캐릭터들의 몸을 부풀린다. |
|  | 스위치의 종류 |
|  | 손잡이형: ON/OFF를 서로 바꿀 수 있는 스위치이다. 어떤 곳은 둘 이상 묶여 있는 곳도 있다. |
|  | 버튼형: 한 번 누르기만 하면 되는 스위치이다. 누르면 그 효력은 영구히 지속된다. |
|  | 과녁형: 버튼형과 같지만, 직접 누를 수 없고 화살로 눌러야 한다는 점이 다르다. |

|  | 방해 지물 |
|  | 전기 막대: 가는 막대 모양으로 되어 있다. 닿으면 감전된다. 없앨 수 있는 것도 있다.                                               |
|  | 물: 빠지면 물 속으로 들어가면서 즉사한다. 모래 수렁과 초콜릿 웅덩이도 이와 같다.                                                |
|  | 용암: 물과 같지만 빠져 죽는 것이 아니라 타 죽는 것이 다르다.                                                                    |
|  | 불바다: 물의 형태로 되어 있지는 않지만 용암과 같은 역할을 한다.                                                                 |
|  | 가시: 빠지면 찔려서 즉사한다. 간혹 천장에 거꾸로 있는 경우도 있다.                                                              |
|  | 해머: 오르락 내리락 하면서 주인공을 압사시킨다. 작은 것은 올라프의 방패로 막을 수 있다.                                         |
|  | 칼날: 해머처럼 이동하고 찔릴 경우 가시에 찔린 것과 같은 효과를 낸다.                                                            |
|  | 그라인더: 주인공이 빠지면 가루가 되면서 죽는다.                                                                                 |
|  | 전기 상자: 빠지면 감전되어 즉사한다. 폭탄을 떨어뜨려서 부수게 되면 스위치와 같은 효과가 난다. 단, 부순 뒤에도 감전사할 수 있다. |
|  | 용머리: 불을 뿜는다. 불에 맞으면 체력이 2 감소한다. 어떤 것은 에릭의 박치기로 부술 수 있기도 하다.                              |
|  | 뱀머리: 당구공을 뿜는다. 맞으면 체력이 1 감소한다.                                                                              |

## 엔딩
우주의 대마왕을 전함 밖으로 밀어 내고 올라프가 우주 전함을 직접 조작하여 자신들의 고향으로 몰고 가려 하지만 실수로 자폭 스위치를 눌러버려 그냥 차원 이동을 통해 성공적으로 고향 마을에 떨어진다. 그렇게 해서 돌아온 바이킹 전사들의 가족은 그들을 매우 반기게 된다. 그러고는 술집 같은 곳에서 공연을 한다. 이 장면이 크레딧 장면이다.

## 스타크래프트 II: 자유의 날개
자유의 날개 캠페인에서 히페리온 휴게실에 들어서면, 고전풍의 게임기를 볼 수 있는데, 클릭하면 스타크래프트2의 유닛인 바이킹으로 이 게임을 패러디한 슈팅게임이 나온다.
- 스테이지1 - 프로토스
  - 보스 - 우주모함
  - 일반 적 - 정찰기, 불사조

- 스테이지2 - 저그
  - 보스 - 거대괴수
  - 일반 적 - 갈퀴, 뮤탈리스크, 무리군주

- 스테이지3 - 테란
  - 보스 - 테라트론(테란의 건물들을 합쳐서 만든 로봇)
  - 중간보스 - 로키(전투순양함)
  - 일반 적 - 망령전투기, 과학선, 발키리, 밴시

## 평가
| 평가 |                    |
| --- | ------------------ |
| 평론 점수 평론사 점수 올게임 (SNES) [ 3 ] (Genesis) [ 4 ] EGM 6.8/10 (Genesis) [ 5 ] VideoGames & Computer Entertainment 9/10 (SNES) [ 6 ] |                    |
| 평론 점수 |                    |
| 평론사 | 점수               |
| 올게임 | (SNES) · (Genesis) |
| EGM | 6.8/10 (Genesis)   |
| VideoGames & Computer Entertainment | 9/10 (SNES)        |